# Ferrari SP1
La Ferrari SP1 è una one-off sportiva realizzata dalla casa automobilistica italiana Ferrari nel 2008. La SP1 è il primo di una serie di modelli facente parte del programma "Special Project" che consiste nella realizzazione, da parte della Ferrari, di esemplari unici, sotto esplicita committenza privata, in collaborazione con i più grandi nomi del design automobilistico italiano.

## Descrizione
La vettura è stata commissionata da Junichiro Hiramatsu, un facoltoso collezionista giapponese di auto del cavallino, e porta la firma di Leonardo Fioravanti; la base su cui la vettura è stata realizzata è invece quella della Ferrari F430. Il nome "SP1" è sigla di Special Project 1, che sta proprio a significare il primo dei modelli facenti parte di questo speciale programma della Ferrari.